# Associació de Futbol de Fiji
L'Associació de Futbol de FIJI, també coneguda per les sigles FIJI FA (en anglès: Fiji Football Association) és l'òrgan de govern del futbol a la república de Fiji. Va ser creada l'any 1938 i està afiliada a la Confederació de Futbol d'Oceania (OFC) i a la Federació Internacional de Futbol Associació (FIFA) des de 1963 i 1964 respectivament.
La FIJI FA és la responsable d'organitzar el futbol de totes les categories i les respectives seleccions nacionals, incloses les de futbol femení, futbol sala, futbol platja i la Selecció de futbol de Fiji.
La Fiji Premier League és la principal competició de lliga. Va ser creada l'any 1986 i la disputen vuit equips.
La FIJI FA organitza altres competicions importants com la Fiji Senior League, la Inter-District Championship, la Fiji Football Association Cup Tournament o la Battle of the Giants. Els guanyadors de la Inter-District i la Battle of the Giants disputen a doble partit la Champion versus Champion.